# Denis Verschueren
Franciscus Dionysius (Denis) Verschueren (Berlaar, 11 februari 1897 - Lier, 18 april 1954) was een Belgisch wielrenner. Zijn profcarrière ging van 1923 tot 1939. Omwille van zijn kracht kreeg hij de bijnaam De Reus uit Itegem. Hij was de oudere broer van Constant Verschueren en Pol Verschueren, beiden ook wielrenners.

## Belangrijkste overwinningen
1925
- Parijs-Tours
- 1e etappe Ronde van België
- 2e etappe Ronde van België
- 3e etappe Ronde van België
- Eindklassement Ronde van België

1926
- Ronde van Vlaanderen
- Parijs-Longwy
- Parijs-Brussel

1928
- Parijs-Tours

1930
- Scheldeprijs Vlaanderen

## Resultaten in voornaamste wedstrijden
| Jaar | Ronde van Italië | Ronde van Frankrijk | Ronde van Spanje |
| ---- | ---------------- | ------------------- | ---------------- |
| 1923 |                  |                     |                  |
| 1924 |                  |                     |                  |
| 1925 |                  |                     |                  |
| 1926 |                  |                     |                  |
| 1927 |                  |                     |                  |
| 1928 |                  | opgave              |                  |

| Jaar | Ronde van Vlaanderen | Parijs-Roubaix | Parijs-Tours | Parijs-Brussel |
| ---- | -------------------- | -------------- | ------------ | -------------- |
| 1923 | 10e                  |                |              |                |
| 1924 | 7e                   |                |              |                |
| 1925 |                      | 7e             | ↑            |                |
| 1926 | ↑                    |                |              | Goud           |
| 1927 |                      | 63e            |              |                |
| 1928 |                      |                | ↑            |                |

- International Standard Name Identifier: 0000 0004 6337 662X
- Virtual International Authority File: 5960150749016416420008